# Malta Amateur Athletic Association
La Fédération maltaise d'athlétisme (en anglais, Malta Amateur Athletic Association ou Malta AAA) est la fédération d'athlétisme de Malte, fondée en 1928 et membre de l'Association européenne d'athlétisme.
La MAAA organise les compétitions au Matthew Micallef St John Track à Marsa, où se sont déroulées les épreuves d'athlétisme des Jeux des petits États d'Europe en 1993 et 2003. Le siège de la Fédération a été inauguré par Lamine Diack en 2003 à Marsa, au 6 Racecourse Street.